# Smrk
Smrk (en allemand : Smerk ; littéralement en français : épicéa) est une commune du district de Třebíč, dans la région de Vysočina, en République tchèque. Sa population s'élevait à 259 habitants en 2020.

## Géographie
Smrk se trouve à 9 km à l'est-nord-est de Třebíč, à 35 km au sud-est de Jihlava et à 149 km au sud-est de Prague.
La commune est limitée par Valdíkov au nord, par Kojatín au nord-est, par Pozďatín et Studenec à l'est, par Koněšín au sud, et par Vladislav au sud et à l'ouest.

## Histoire
La première mention écrite de la localité date de 1104.

## Transports
Par la route, Smrk se trouve à 10,5 km de Třebíč, à 43,5 km de Jihlava et à 174 km de Prague.